# Verein Studierender Esten

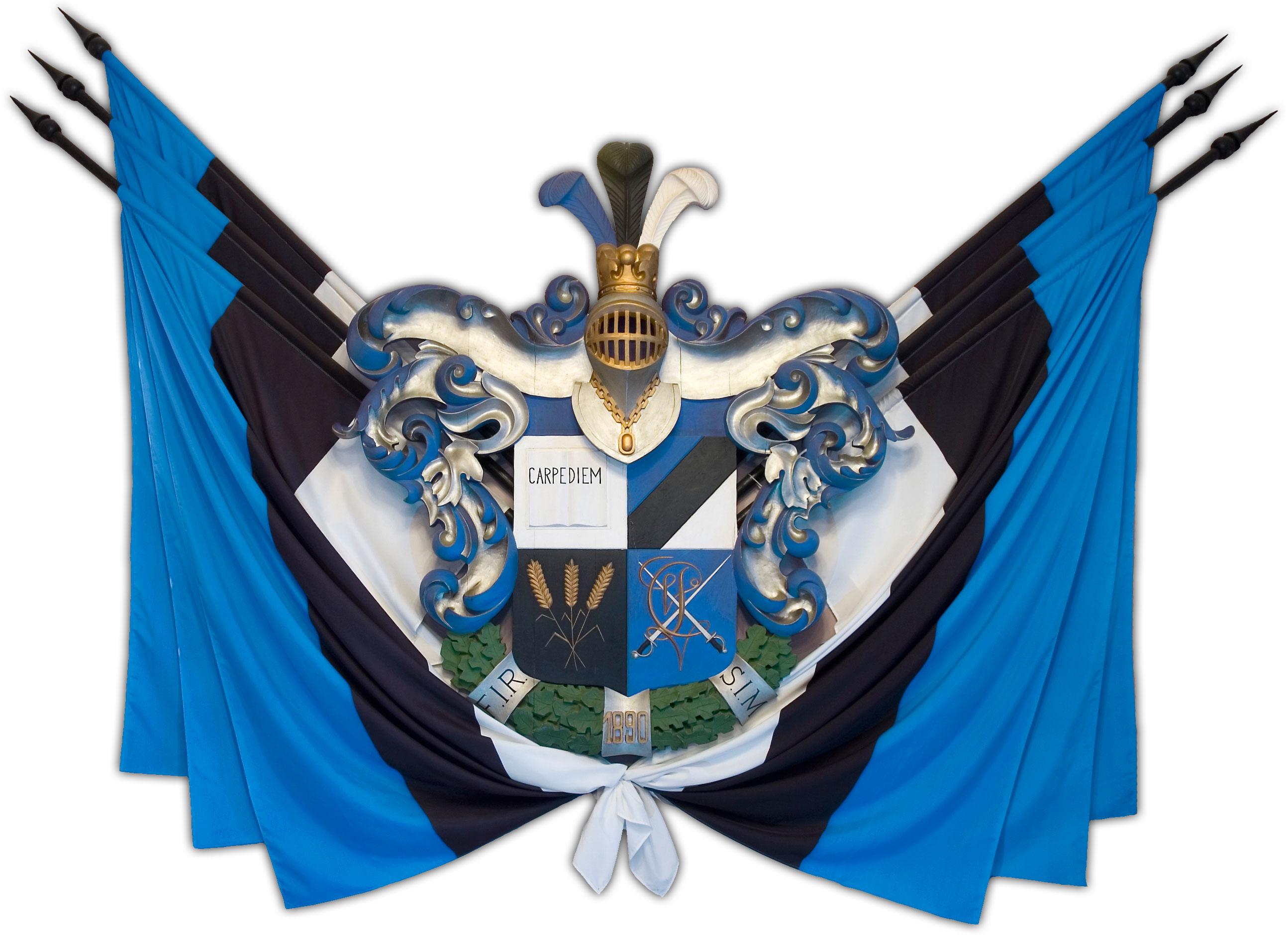
Wappen

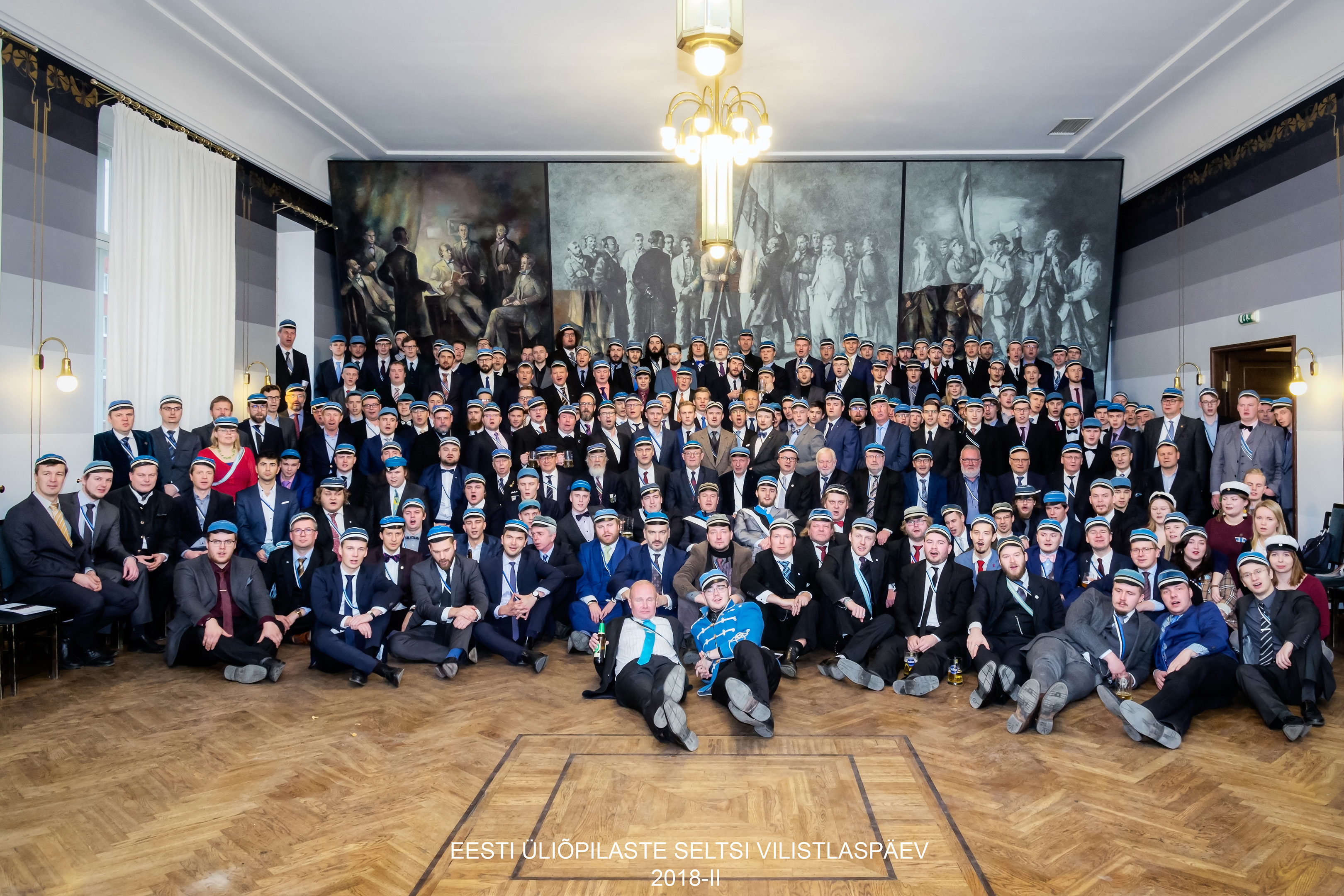
2018

Der Verein Studierender Esten (estnisch Eesti Üliõpilaste Selts – EÜS, lateinisch Societas Studiosorum Estonorum) ist die älteste, bedeutendste und größte  estnische Studentenverbindung. Bis 1936 stand sie nur Studierenden der Universität Tartu offen. Heute können alle estnischen Studenten Mitglied werden. Die Mitgliedschaft wird auf Lebenszeit verliehen.

## Geschichte

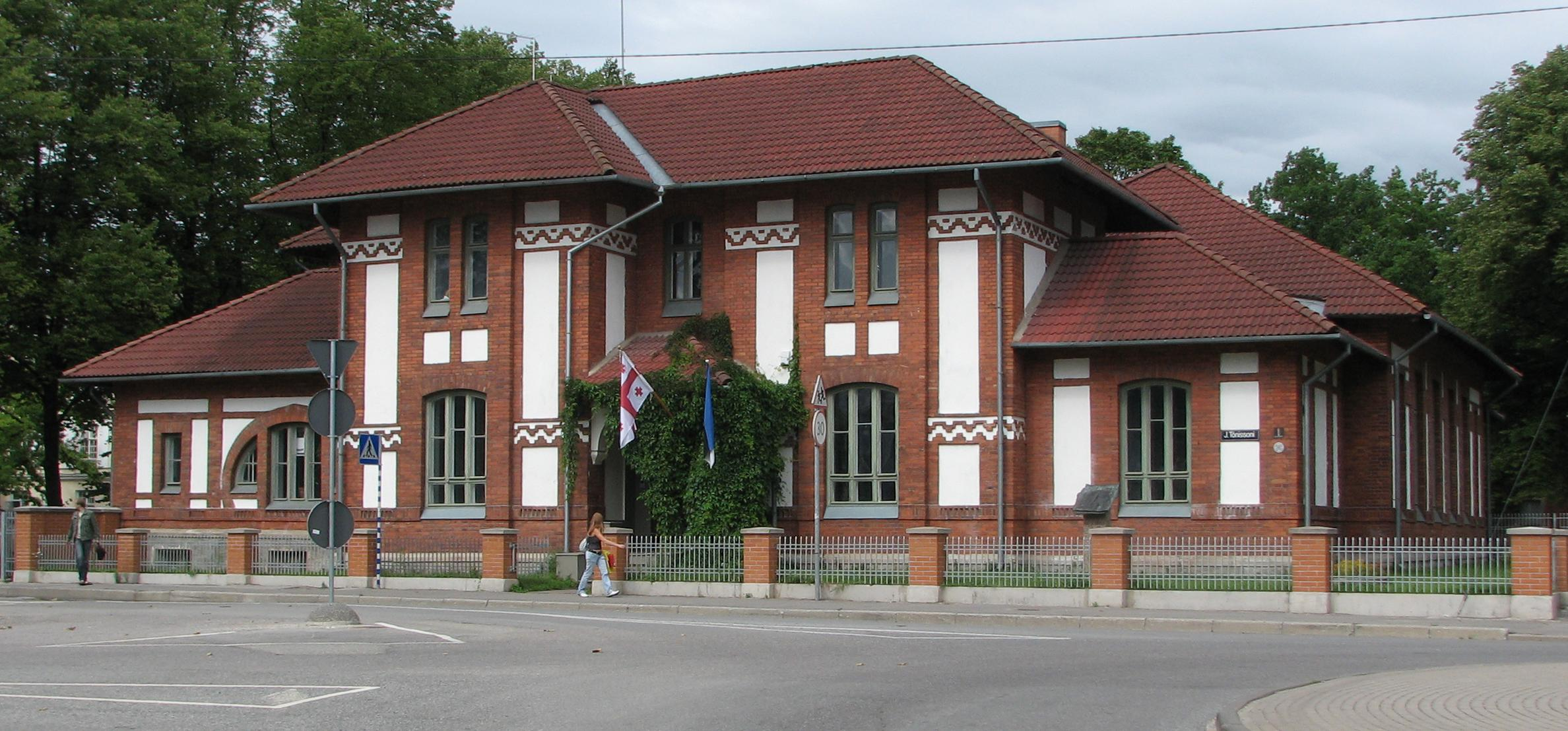
Korporationshaus des EÜS

Bis zur Mitte des 19. Jahrhunderts blieb das Studium an den Universitäten in Estland und Livland größtenteils ein Privileg der Deutsch-Balten. Die  Deutsch-Baltischen Studentenverbindungen spielten eine bedeutende Rolle im akademischen Leben des Baltikums, besonders an der seit der Wiedergründung 1802 deutschsprachigen Universität Dorpat. Erst mit dem entstehenden Nationalbewusstsein der Esten im 19. Jahrhundert und der Hebung des Bildungsstands der einheimischen estnischen Bevölkerung studierten Esten in Tartu. Sie strebten eigene Studentenorganisationen auf ethnischer Grundlage an.
Der Vorläufer des Vereins Studierender Esten wurde am 26. Märzjul. / 7. April 1870greg. in Tartu als loser Freundschaftskreis gegründet. Gründungsmitglieder waren acht estnische Studenten und Tartuer Intellektuelle, unter anderem Andreas Kurrikoff, Heinrich Rosenthal, Hugo Treffner und Johann Voldemar Jannsen. Unter dem Titel „Kalevipoeg-Abend“ beschloss die Gruppe, einmal pro Woche zusammenzukommen, um das estnische Nationalepos Kalevipoeg zu lesen und sich mit estnischer Geschichte, Kultur und Sprache zu beschäftigen.
1873 gaben sich die Mitglieder unter dem Namen Vironia ein festes Vereinsstatut. Erster Vorsitzender des Vereins wurde Andreas Kurrikoff. Am 23. Maijul. / 4. Juni 1881greg. wurde auf der Basis des Vereins die Gründung der estnischen Korporation Vironia beschlossen. Die Esten strebten die Anerkennung durch den deutschen Dachverband Chargiertenconvent (Ch!C!) an, was allerdings auf den Widerstand der deutschbaltischen Korporationen traf. Ein Jahr später nahm Vironia daher Abstand von der offiziellen Anerkennung als Korporation.
1883 ließ der damalige Rektor der Universität Tartu, Eduard Georg von Wahl (1833–1890), den Verein Studierender Esten unter seinem heutigen Namen offiziell als wissenschaftlich-kulturelle Gesellschaft eintragen. Der Verein wurde immer mehr zum Kristallisationspunkt der estnischstämmigen Studenten im Baltikum. Allerdings durften die Farben des Vereins nicht öffentlich getragen werden.
Am 4. Juni 1884 wurde die offizielle blau-schwarz-weiße Fahne des Vereins (die spätere Flagge Estlands) feierlich im Pastoratssaal der evangelisch-lutherischen Kirche von Otepää geweiht. Seit 1884 existiert auch der Philisterverband des Vereins Studierender Esten.
Auch nach der Gründung weiterer Organisationen estnischer Studenten (Põhjala 1884 in Sankt Petersburg, Korporation Vironia 1900 in Riga, Korporation Fraternitas Estica 1907 in Tartu) blieb der EÜS die bedeutendste Studentenorganisation in Estland und Nordlivland. 1902 wurde das Vereinshaus in Tartu fertiggestellt.

### Estnische Unabhängigkeit
Mit der Ausrufung der estnischen Unabhängigkeit im Februar 1918 blieb der Verein ein Sammelpunkt patriotisch gesinnter estnischer Studenten und Philister. Die Farben des Vereins Studierender Esten wurden zur estnischen Nationalflagge erklärt. Am 24. November 1918 beschlossen die Mitglieder, „in corpore“ am estnischen Freiheitskrieg gegen Sowjetrussland teilzunehmen.
Ab 1921 ging die Tätigkeit des Vereins über Tartu hinaus. Er war in ganz Estland aktiv und auch in der Hauptstadt Tallinn vertreten. Eine Vereinigung aller estnischer Studenten in den EÜS strebte der Verein allerdings zu keiner Zeit an. Der Pluralismus der Studentenorganisationen in Estland blieb erhalten. Der EÜS spielte dennoch die wichtigste Rolle bei der Verzahnung des akademischen Nachwuchses mit der jungen Republik Estland. Die Mitglieder des Vereins hatte wichtige Posten in Staat, Verwaltung und Wirtschaftsleben inne.

### Verbot
Mit der sowjetischen Besetzung Estlands wurde der Verein Studierender Esten – wie die Tätigkeit aller studentischen Organisationen in Estland – am 29. Juli 1940 verboten. Seine Mitglieder wurden teilweise von den sowjetischen Behörden verfolgt und setzten die Tätigkeit im Untergrund und im westeuropäischen oder amerikanischen Exil fort.

### Wiedergründung
Am 1. Dezember 1988 beschloss eine Versammlung in Tartu, die Aktivitäten des Vereins wieder offiziell in Estland aufzunehmen. 1991 gab die Universität Tartu de jure das von den Sowjets enteignete Vereinshaus an den EÜS zurück. Am 24. Februar 1992 wurde dem EÜS die Originalfahne von 1884 rückübereignet. Im Juli 2009 fand in Tallinn, Tartu und Otepää ein globales Treffen der Mitglieder statt.

## Würdigung
Der Verein Studierender Esten spielte im 19. Jahrhundert eine wesentliche Rolle bei der Herausbildung eines estnischen Nationalbewusstseins und dessen Verankerung unter den wenigen estnischen Akademikern der damaligen Zeit. Nicht ohne Grund ist die blau-schwarz-weiße Trikolore des EÜS seit 1918 die Staatsflagge der Republik Estland. Mit der staatlichen Unabhängigkeit Estlands 1918 wurde der Verein Studierender Esten zu einem einflussreichen Netzwerk national gesinnter und staatstragender Studenten, Professoren und Intellektuellen. Der Verein hat diese Stellung bis heute bewahrt.

## Couleur
Burschen und Alte Herren tragen einen baltischen Deckel mit den Farben Blau-Schwarz-Weiß, der mit einem Baltenstern bestickt ist. Junge Mitglieder (d. h. Füchse) tragen einen blauen Deckel mit Baltenstern. Burschen und Alte Herren tragen Bänder mit den Farben Blau-Schwarz-Weiß ohne Perkussion. Dazu werden noch Wappenringe getragen.

## Mitglieder

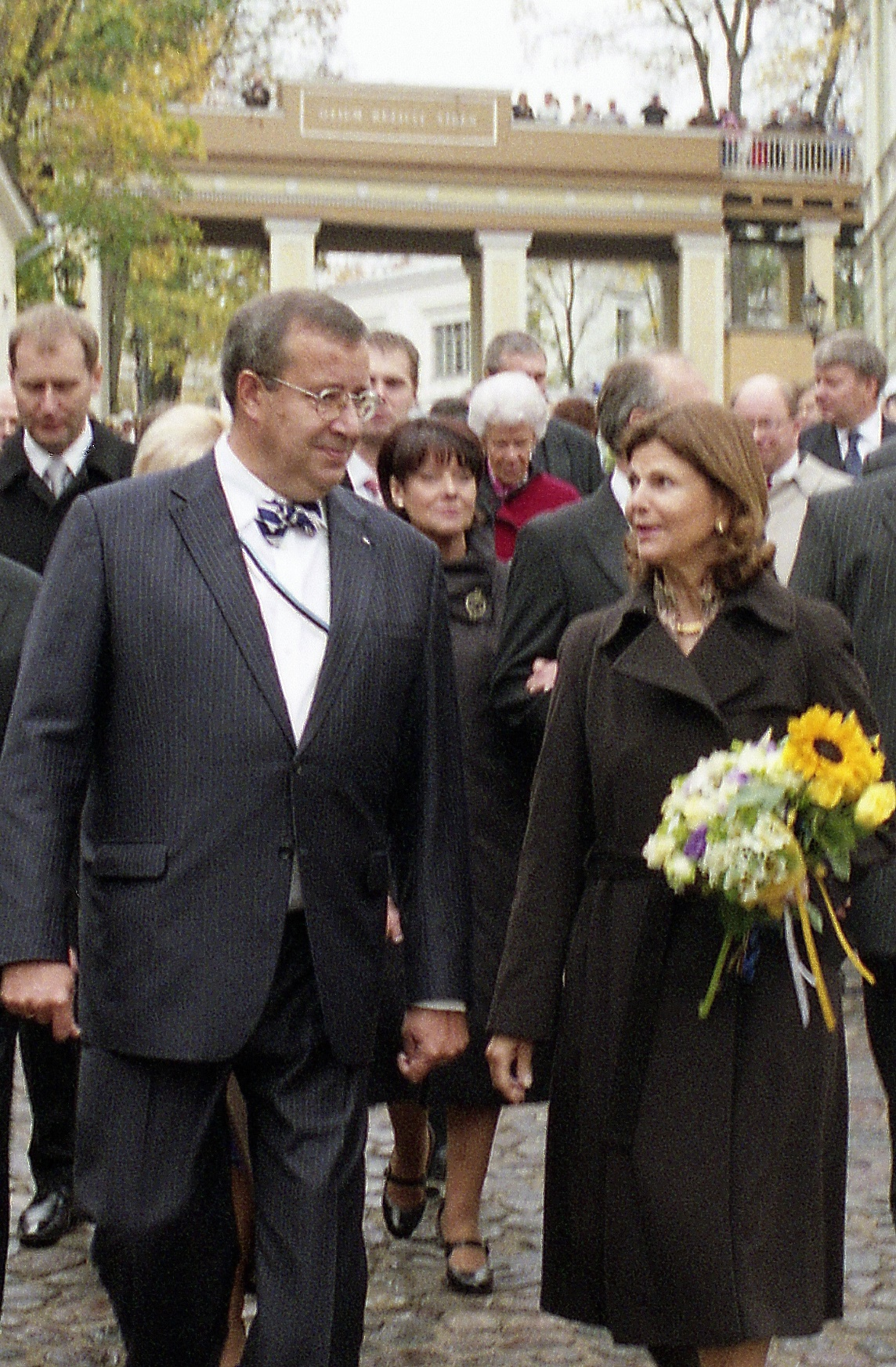
Toomas Hendrik Ilves und Silvia von Schweden in Tartu (2007)

- Jakob Hurt (1839–1907), Theologe, Volkskundler und Sprachwissenschaftler
- Gustav Ränk (1902–1998), Ethnologe
- Toomas Hendrik Ilves (* 1953), 2006–2016 Staatspräsident Estlands
- Indrek Tarand (* 1964), Politiker und Journalist
- Mart Laar (* 1960), Historiker und Politiker; Ministerpräsident und Verteidigungsminister Estlands